# 科爾丘諾克 (伊凡諾-法蘭科夫斯克州)
49°25′44″N 24°45′24″E / 49.42889°N 24.75667°E
科爾丘諾克（羅馬化：Korchunok）是烏克蘭西部的村莊，隸屬伊萬諾-弗蘭科夫斯克州的伊萬諾-弗蘭科夫斯克區。該村面積1.8平方公里，2021年人口3，人口密度每平方公里17.8人。